# Xiphister
Xiphister is een geslacht van straalvinnige vissen uit de familie van de stekelruggen (Stichaeidae).

## Soorten
- Xiphister atropurpureus (Kittlitz, 1858)
- Xiphister mucosus (Girard, 1858)